# لیگ برتر فوتسال زنان ایران ۱۴۰۰
لیگ برتر فوتسال زنان ۱۴۰۰ هفدهمین دوره لیگ برتر فوتسال، بالاترین سطح لیگ فوتسال زنان در ایران است که با شرکت ۱۴ تیم از ۷ آبان‌ماه۱۴۰۰ آغاز شد؛ براساس تصمیم اعضای هیئت‌رئیسه سازمان لیگ فوتسال، قرار است با دستورالعمل جدیدی فصل جدید لیگ برتر فوتسال زنان انجام پذیرد.
در واقع قرار است با دستورالعمل جدید، یک گام مهم در مسیر حرفه‌ای‌سازی رقابت‌های لیگ برتر فوتسال زنان صورت گیرد و برای فصل آتی مسابقات در سال ۱۴۰۱، ریل‌گذاری انجام مسابقات سوپرلیگ انجام شود.
براساس دستورالعمل جدید، هفدهمین دوره لیگ برتر فوتسال زنان، با حضور ۱۶ تیم در دو گروه ۸ تیمی آغاز خواهد شد؛ سپس از هر گروه ۴ تیم به مرحله پلی‌آف صعود خواهند کرد و در مرحله پلی‌آف نیز پس از رقابت ۸ تیم به صورت حذفی، تکلیف چهار تیم حاضر در مرحله نیمه نهایی مشخص خواهد شد.
گفتنی است که بدین ترتیب، ۸ تیم صعود کننده از مرحله مقدماتی، تیم‌های شکل دهنده سوپرلیگ فوتسال زنان ایران ۱۴۰۱ خواهند بود.
در روز قرعه‌کشی ۱۶ تیم در قرعه‌کشی شرکت داده شدند اما با انصراف تیم‌های نامی نو اصفهان و سایپا تهران تعداد تیم‌های شرکت‌کننده در لیگ به عدد ۱۴ تیم رسید.

## پلی آف بقا
با توجه به دستورالعمل جدید، تعداد تیم‌های لیگ برتر باید به عدد ۱۶ می‌رسید؛ ۱۲ تیم از فصل گذشته برای حضور در لیگ جدید آماده بودند، ۲ تیم از لیگ یک صعود کردند و تیم فرهان ملارد هم خرید امتیاز داشت. در این شرایط، سازمان لیگ فوتسال تصمیم گرفت تا دیدار پلی‌آف برای انتخاب تیم شانزدهم شرکت‌کننده در فصل جدید را برگزار نماید. مسابقه‌ای میان دو تیم شهروند ساری و هیئت فوتبال اصفهان که فصل گذشته قعرنشین گروه‌های دوگانه لیگ بوده‌اند.
این بازی ۷ شهریور ۱۴۰۰ در سالن قیانوری تهران برگزار شد که سرانجام تیم هیئت فوتبال اصفهان موفق شد با حساب ۴ بر ۳ از سد شهروند ساری بگذرد و شانزدهمین تیم فصل جدید لیگ برتر فوتسال زنان باشد.

## ورود پیکان به عرصه تیمداری
پس از گمانه‌زنی دربارهٔ ورود احتمالی چند باشگاه فعال در حوزه لیگ برتر فوتبال مردان ایران، سرانجام این خبر با حضور و تیمداری پیکان تهران در فصل جدید لیگ فوتسال زنان تحقق پیدا کرد؛ پیکانی‌ها با خرید امتیاز رهیاب گستر تهران، جواز حضور در فصل جدید لیگ برتر فوتسال زنان را به دست آوردند. با این وصف، نام پیکان تهران به لیست تیم‌های مس رفسنجان و مس کرمان به عنوان باشگاه‌های فوتبال مردان که در حوزه فوتسال زنان هم فعالیت دارند، افزوده شد.

## انصراف دو تیم
به دلیل مشکلات مالی و عدم تمایل مدیران باشگاه‌ها به تیمداری عرصه فوتسال زنان، تیم‌های نامی نو اصفهان و سایپا تهران به رغم آن‌که نام‌شان در قرعه‌کشی لیگ برتر مطرح شد اما نامه انصراف خود را به سازمان لیگ ارسال کردند تا این تیم نیز که جزو مدعیان فصول گذشته لیگ برتر فوتسال زنان بودند، با انصراف غایبان بزرگ لیگ هفدهم قلمداد شوند.

## تیم‌های شرکت کننده
سه شنبه ۹ شهریور ۱۴۰۰ مراسم قرعه‌کشی هفدهمین دوره لیگ برتر فوتسال زنان ایران در محل فدراسیون فوتبال با حضور حسن کامرانی‌فر دبیرکل فدراسیون فوتبال، سیده شهره موسوی نایب رئیس زنان فدراسیون فوتبال و آرش جابری سرپرست سازمان لیگ فوتسال و نمایندگان تیم‌ها برگزار شد و ۱۶ تیم شرکت‌کننده رقبای خود را در دو گروه ۸ تیمی شناختند:
| گروه     | نام تیم                 |
| -------- | ----------------------- |
| گروه اول | پالایش نفت آبادان       |
| گروه اول | چیپس کامل مشهد          |
| گروه اول | مس کرمان                |
| گروه اول | هیئت فوتبال رودان       |
| گروه اول | پویندگان صنعت فجر شیراز |
| گروه اول | فرهان ملارد             |
| گروه اول | بوتا پلاس ایرانیان      |
|          |                         |
| گروه دوم | ملی حفاری اهواز         |
| گروه دوم | مس رفسنجان              |
| گروه دوم | پیکان تهران             |
| گروه دوم | پارس آرا شیراز          |
| گروه دوم | کیمیای اسفراین          |
| گروه دوم | هیئت فوتبال اصفهان      |
| گروه دوم | نصر فردیس کرج           |

گفتنی است نام تیم‌های نامی نو اصفهان و سایپا تهران به دلیل انصراف از مسابقات، از جدول حذف شده‌است.

## مسابقات مرحله مقدماتی
بعد از دو نوبت وقفه در شروع رقابت‌های لیگ برتر فوتسال زنان، سرانجام هفته نخست رقابت‌ها در ۷ آبان‌ماه ۱۴۰۰ با انجام ۶ مسابقه برگزار شد.

### نیم فصل اول

#### هفته اول لیگ برتر
| گروه اول (استراحت: بوتا پلاس ایرانیان) | گروه اول (استراحت: بوتا پلاس ایرانیان) | گروه اول (استراحت: بوتا پلاس ایرانیان) | گروه اول (استراحت: بوتا پلاس ایرانیان) | گروه اول (استراحت: بوتا پلاس ایرانیان) | گروه اول (استراحت: بوتا پلاس ایرانیان) |
| #                                      | تیم میزبان                             | نتیجه                                  | تیم مهمان                              | تاریخ بازی                             | ساعت بازی                              |
| -------------------------------------- | -------------------------------------- | -------------------------------------- | -------------------------------------- | -------------------------------------- | -------------------------------------- |
| ۱                                      | چیپس کامل مشهد                         | ۳-۱                                    | مس کرمان                               | ۷ آبان ۱۴۰۰                            | ساعت ۱۱                                |
| ۲                                      | پویندگان صنعت فجر شیراز                | ۲-۳                                    | هیئت فوتبال رودان                      | ۷ آبان ۱۴۰۰                            | ساعت ۱۱                                |
| ۳                                      | پالایش نفت آبادان                      | ۱-۸                                    | فرهان ملارد                            | ۷ آبان ۱۴۰۰                            | ساعت ۱۱                                |
| گروه دوم (استراحت: ملی حفاری اهواز)    |                                        |                                        |                                        |                                        |                                        |
| #                                      | تیم میزبان                             | نتیجه                                  | تیم مهمان                              | تاریخ بازی                             | ساعت بازی                              |
| ۱                                      | پیکان تهران                            | ۱-۴                                    | مس رفسنجان                             | ۷ آبان ۱۴۰۰                            | ساعت ۱۱                                |
| ۲                                      | هیئت فوتبال اصفهان                     | ۲-۱                                    | پارس آرا شیراز                         | ۷ آبان ۱۴۰۰                            | ساعت ۱۱                                |
| ۳                                      | نصر فردیس کرج                          | ۰-۱۲                                   | کیمیای اسفراین                         | ۷ آبان ۱۴۰۰                            | ساعت ۱۱                                |

#### هفته دوم لیگ برتر
| گروه اول (استراحت: پویندگان صنعت فجر شیراز) | گروه اول (استراحت: پویندگان صنعت فجر شیراز) | گروه اول (استراحت: پویندگان صنعت فجر شیراز) | گروه اول (استراحت: پویندگان صنعت فجر شیراز) | گروه اول (استراحت: پویندگان صنعت فجر شیراز) | گروه اول (استراحت: پویندگان صنعت فجر شیراز) |
| #                                           | تیم میزبان                                  | نتیجه                                       | تیم مهمان                                   | تاریخ بازی                                  | ساعت بازی                                   |
| ------------------------------------------- | ------------------------------------------- | ------------------------------------------- | ------------------------------------------- | ------------------------------------------- | ------------------------------------------- |
| ۱                                           | مس کرمان                                    | ۱-۲                                         | هیئت فوتبال رودان                           | ۱۴ آبان ۱۴۰۰                                | ساعت ۱۱                                     |
| ۲                                           | چیپس کامل مشهد                              | ۵-۱                                         | پالایش نفت آبادان                           | ۱۴ آبان ۱۴۰۰                                | ساعت ۱۱                                     |
| ۳                                           | فرهان ملارد                                 | ۵–۵                                         | بوتا پلاس ایرانیان                          | ۱۵ آبان ۱۴۰۰                                | ساعت ۱۱                                     |
| گروه دوم (استراحت: هیئت فوتبال اصفهان)      |                                             |                                             |                                             |                                             |                                             |
| #                                           | تیم میزبان                                  | نتیجه                                       | تیم مهمان                                   | تاریخ بازی                                  | ساعت بازی                                   |
| ۱                                           | مس رفسنجان                                  | ۰-۸                                         | پارس آرا شیراز                              | ۱۴ آبان ۱۴۰۰                                | ساعت ۱۱                                     |
| ۲                                           | پیکان تهران                                 | ۱-۳                                         | نصر فردیس کرج                               | ۱۴ آبان ۱۴۰۰                                | ساعت ۱۱                                     |
| ۳                                           | کیمیای اسفراین                              | ۶-۲                                         | ملی حفاری اهواز                             | ۱۴ آبان ۱۴۰۰                                | ساعت ۱۲                                     |

#### هفته سوم لیگ برتر
| گروه اول (استراحت: هیئت فوتبال رودان) | گروه اول (استراحت: هیئت فوتبال رودان) | گروه اول (استراحت: هیئت فوتبال رودان) | گروه اول (استراحت: هیئت فوتبال رودان) | گروه اول (استراحت: هیئت فوتبال رودان) | گروه اول (استراحت: هیئت فوتبال رودان) |
| #                                     | تیم میزبان                            | نتیجه                                 | تیم مهمان                             | تاریخ بازی                            | ساعت بازی                             |
| ------------------------------------- | ------------------------------------- | ------------------------------------- | ------------------------------------- | ------------------------------------- | ------------------------------------- |
| ۱                                     | پالایش نفت آبادان                     | ۰-۳                                   | مس کرمان                              | ۲۱ آبان ۱۴۰۰                          | ساعت ۱۱                               |
| ۲                                     | بوتا پلاس ایرانیان                    | ۱-۵                                   | چیپس کامل مشهد                        | ۲۱ آبان ۱۴۰۰                          | ساعت ۱۱                               |
| ۳                                     | پویندگان صنعت فجر شیراز               | ۹-۲                                   | فرهان ملارد                           | ۲۱ آبان ۱۴۰۰                          | ساعت ۱۱                               |
| گروه دوم (استراحت: پارس آرا شیراز)    |                                       |                                       |                                       |                                       |                                       |
| #                                     | تیم میزبان                            | نتیجه                                 | تیم مهمان                             | تاریخ بازی                            | ساعت بازی                             |
| ۱                                     | نصر فردیس کرج                         | ۲–۲                                   | مس رفسنجان                            | ۲۱ آبان ۱۴۰۰                          | ساعت ۱۱                               |
| ۲                                     | ملی حفاری اهواز                       | ۲-۱                                   | پیکان تهران                           | ۲۱ آبان ۱۴۰۰                          | ساعت ۱۱                               |
| ۳                                     | هیئت فوتبال اصفهان                    | ۲-۱                                   | کیمیای اسفراین                        | ۲۱ آبان ۱۴۰۰                          | ساعت ۱۱                               |

#### هفته چهارم لیگ برتر
| گروه اول (استراحت: مس کرمان)   | گروه اول (استراحت: مس کرمان) | گروه اول (استراحت: مس کرمان) | گروه اول (استراحت: مس کرمان) | گروه اول (استراحت: مس کرمان) | گروه اول (استراحت: مس کرمان) |
| #                              | تیم میزبان                   | نتیجه                        | تیم مهمان                    | تاریخ بازی                   | ساعت بازی                    |
| ------------------------------ | ---------------------------- | ---------------------------- | ---------------------------- | ---------------------------- | ---------------------------- |
| ۱                              | پالایش نفت آبادان            | ۲–۲                          | بوتا پلاس ایرانیان           | ۲۸ آبان ۱۴۰۰                 | ساعت ۱۱                      |
| ۲                              | فرهان ملارد                  | ۶–۴                          | هیئت فوتبال رودان            | ۲۸ آبان ۱۴۰۰                 | ساعت ۱۱                      |
| ۳                              | چیپس کامل مشهد               | ۳–۳                          | پویندگان صنعت فجر شیراز      | ۲۸ آبان ۱۴۰۰                 | ساعت ۱۱                      |
| گروه دوم (استراحت: مس رفسنجان) |                              |                              |                              |                              |                              |
| #                              | تیم میزبان                   | نتیجه                        | تیم مهمان                    | تاریخ بازی                   | ساعت بازی                    |
| ۱                              | نصر فردیس کرج                | ۶–۲                          | ملی حفاری اهواز              | ۲۸ آبان ۱۴۰۰                 | ساعت ۱۱                      |
| ۲                              | کیمیای اسفراین               | ۴–۲                          | پارس آرا شیراز               | ۲۸ آبان ۱۴۰۰                 | ساعت ۱۱                      |
| ۳                              | پیکان تهران                  | ۴–۲                          | هیئت فوتبال اصفهان           | ۲۸ آبان ۱۴۰۰                 | ساعت ۱۱                      |

#### هفته پنجم لیگ برتر
| گروه اول (استراحت: فرهان ملارد)    | گروه اول (استراحت: فرهان ملارد) | گروه اول (استراحت: فرهان ملارد) | گروه اول (استراحت: فرهان ملارد) | گروه اول (استراحت: فرهان ملارد) | گروه اول (استراحت: فرهان ملارد) |
| #                                  | تیم میزبان                      | نتیجه                           | تیم مهمان                       | تاریخ بازی                      | ساعت بازی                       |
| ---------------------------------- | ------------------------------- | ------------------------------- | ------------------------------- | ------------------------------- | ------------------------------- |
| ۱                                  | بوتا پلاس ایرانیان              | ۴–۰                             | مس کرمان                        | ۵ آذر ۱۴۰۰                      | ساعت ۱۱                         |
| ۲                                  | پویندگان صنعت فجر شیراز         | ۰–۵                             | پالایش نفت آبادان               | ۵ آذر ۱۴۰۰                      | ساعت ۱۱                         |
| ۳                                  | هیئت فوتبال رودان               | ۶–۱                             | چیپس کامل مشهد                  | ۵ آذر ۱۴۰۰                      | ساعت ۱۱                         |
| گروه دوم (استراحت: کیمیای اسفراین) |                                 |                                 |                                 |                                 |                                 |
| #                                  | تیم میزبان                      | نتیجه                           | تیم مهمان                       | تاریخ بازی                      | ساعت بازی                       |
| ۱                                  | ملی حفاری اهواز                 | ۲–۱                             | مس رفسنجان                      | ۵ آذر ۱۴۰۰                      | ساعت ۱۱                         |
| ۲                                  | هیئت فوتبال اصفهان              | ۱–۹                             | نصر فردیس کرج                   | ۵ آذر ۱۴۰۰                      | ساعت ۱۱                         |
| ۳                                  | پارس آرا شیراز                  | ۰–۶                             | پیکان تهران                     | ۵ آذر ۱۴۰۰                      | ساعت ۱۱                         |

#### هفته ششم لیگ برتر
| گروه اول (استراحت: چیپس کامل مشهد) | گروه اول (استراحت: چیپس کامل مشهد) | گروه اول (استراحت: چیپس کامل مشهد) | گروه اول (استراحت: چیپس کامل مشهد) | گروه اول (استراحت: چیپس کامل مشهد) | گروه اول (استراحت: چیپس کامل مشهد) |
| #                                  | تیم میزبان                         | نتیجه                              | تیم مهمان                          | تاریخ بازی                         | ساعت بازی                          |
| ---------------------------------- | ---------------------------------- | ---------------------------------- | ---------------------------------- | ---------------------------------- | ---------------------------------- |
| ۱                                  | مس کرمان                           | ۰–۴                                | فرهان ملارد                        | ۱۲ آذر ۱۴۰۰                        | ساعت ۱۱                            |
| ۲                                  | بوتا پلاس ایرانیان                 | ۳–۰                                | پویندگان صنعت فجر شیراز            | ۱۲ آذر ۱۴۰۰                        | ساعت ۱۱                            |
| ۳                                  | پالایش نفت آبادان                  | ۱۳–۲                               | هیئت فوتبال رودان                  | ۱۲ آذر ۱۴۰۰                        | ساعت ۱۱                            |
| گروه دوم (استراحت: پیکان تهران)    |                                    |                                    |                                    |                                    |                                    |
| #                                  | تیم میزبان                         | نتیجه                              | تیم مهمان                          | تاریخ بازی                         | ساعت بازی                          |
| ۱                                  | مس رفسنجان                         | ۸–۲                                | کیمیای اسفراین                     | ۱۲ آذر ۱۴۰۰                        | ساعت ۱۱                            |
| ۲                                  | ملی حفاری اهواز                    | ۱۰–۱                               | هیئت فوتبال اصفهان                 | ۱۲ آذر ۱۴۰۰                        | ساعت ۱۱                            |
| ۳                                  | نصر فردیس کرج                      | ۹–۰                                | پارس آرا شیراز                     | ۱۲ آذر ۱۴۰۰                        | ساعت ۱۱                            |

#### هفته هفتم لیگ برتر
| گروه اول (استراحت: پالایش نفت آبادان) | گروه اول (استراحت: پالایش نفت آبادان) | گروه اول (استراحت: پالایش نفت آبادان) | گروه اول (استراحت: پالایش نفت آبادان) | گروه اول (استراحت: پالایش نفت آبادان) | گروه اول (استراحت: پالایش نفت آبادان) |
| #                                     | تیم میزبان                            | نتیجه                                 | تیم مهمان                             | تاریخ بازی                            | ساعت بازی                             |
| ------------------------------------- | ------------------------------------- | ------------------------------------- | ------------------------------------- | ------------------------------------- | ------------------------------------- |
| ۱                                     | پویندگان صنعت فجر شیراز               | ۲–۱                                   | مس کرمان                              | ۱۹ آذر ۱۴۰۰                           | ساعت ۱۱                               |
| ۲                                     | فرهان ملارد                           | ۳–۱                                   | چیپس کامل مشهد                        | ۱۹ آذر ۱۴۰۰                           | ساعت ۱۱                               |
| ۳                                     | هیئت فوتبال رودان                     | ۱–۱۰                                  | بوتا پلاس ایرانیان                    | ۱۹ آذر ۱۴۰۰                           | ساعت ۱۱                               |
| گروه دوم (استراحت: نصر فردیس کرج)     |                                       |                                       |                                       |                                       |                                       |
| #                                     | تیم میزبان                            | نتیجه                                 | تیم مهمان                             | تاریخ بازی                            | ساعت بازی                             |
| ۱                                     | هیئت فوتبال اصفهان                    | ۰–۳                                   | مس رفسنجان                            | ۱۹ آذر ۱۴۰۰                           | ساعت ۱۱                               |
| ۲                                     | کیمیای اسفراین                        | ۰–۸                                   | پیکان تهران                           | ۱۹ آذر ۱۴۰۰                           | ساعت ۱۱                               |
| ۳                                     | پارس آرا شیراز                        | ۱–۳                                   | ملی حفاری اهواز                       | ۱۹ آذر ۱۴۰۰                           | ساعت ۱۱                               |

### نیم فصل دوم

#### هفته هشتم لیگ برتر
| گروه اول (استراحت: بوتا پلاس ایرانیان) | گروه اول (استراحت: بوتا پلاس ایرانیان) | گروه اول (استراحت: بوتا پلاس ایرانیان) | گروه اول (استراحت: بوتا پلاس ایرانیان) | گروه اول (استراحت: بوتا پلاس ایرانیان) | گروه اول (استراحت: بوتا پلاس ایرانیان) |
| #                                      | تیم میزبان                             | نتیجه                                  | تیم مهمان                              | تاریخ بازی                             | ساعت بازی                              |
| -------------------------------------- | -------------------------------------- | -------------------------------------- | -------------------------------------- | -------------------------------------- | -------------------------------------- |
| ۱                                      | مس کرمان                               | ۱-۱                                    | چیپس کامل مشهد                         | ۳ دی ۱۴۰۰                              | ساعت ۱۱                                |
| ۲                                      | هیئت فوتبال رودان                      | ۸-۴                                    | پویندگان صنعت فجر شیراز                | ۳ دی ۱۴۰۰                              | ساعت ۱۱                                |
| ۳                                      | فرهان ملارد                            | ۱–۳                                    | پالایش نفت آبادان                      | ۳ دی ۱۴۰۰                              | ساعت ۱۱                                |
| گروه دوم (استراحت: ملی حفاری اهواز)    |                                        |                                        |                                        |                                        |                                        |
| #                                      | تیم میزبان                             | نتیجه                                  | تیم مهمان                              | تاریخ بازی                             | ساعت بازی                              |
| ۱                                      | مس رفسنجان                             | ۰–۴                                    | پیکان تهران                            | ۳ دی ۱۴۰۰                              | ساعت ۱۱                                |
| ۲                                      | پارس آرا شیراز                         | ۵–۵                                    | هیئت فوتبال اصفهان                     | ۳ دی ۱۴۰۰                              | ساعت ۱۱                                |
| ۳                                      | کیمیای اسفراین                         | ۱–۱۲                                   | نصر فردیس کرج                          | ۳ دی ۱۴۰۰                              | ساعت ۱۱                                |

#### هفته نهم لیگ برتر
| گروه اول (استراحت: پویندگان صنعت فجر شیراز) | گروه اول (استراحت: پویندگان صنعت فجر شیراز) | گروه اول (استراحت: پویندگان صنعت فجر شیراز) | گروه اول (استراحت: پویندگان صنعت فجر شیراز) | گروه اول (استراحت: پویندگان صنعت فجر شیراز) | گروه اول (استراحت: پویندگان صنعت فجر شیراز) |
| #                                           | تیم میزبان                                  | نتیجه                                       | تیم مهمان                                   | تاریخ بازی                                  | ساعت بازی                                   |
| ------------------------------------------- | ------------------------------------------- | ------------------------------------------- | ------------------------------------------- | ------------------------------------------- | ------------------------------------------- |
| ۱                                           | هیئت فوتبال رودان                           | ۳–۱                                         | مس کرمان                                    | ۱۰ دی ۱۴۰۰                                  | ساعت ۱۱                                     |
| ۲                                           | پالایش نفت آبادان                           | ۲-۳                                         | چیپس کامل مشهد                              | ۱۰ دی ۱۴۰۰                                  | ساعت ۱۱                                     |
| ۳                                           | بوتا پلاس ایرانیان                          | ۲-۲                                         | فرهان ملارد                                 | ۱۰ دی ۱۴۰۰                                  | ساعت ۱۱                                     |
| گروه دوم (استراحت: هیئت فوتبال اصفهان)      |                                             |                                             |                                             |                                             |                                             |
| #                                           | تیم میزبان                                  | نتیجه                                       | تیم مهمان                                   | تاریخ بازی                                  | ساعت بازی                                   |
| ۱                                           | پارس آرا شیراز                              | ۱–۶                                         | مس رفسنجان                                  | ۱۰ دی ۱۴۰۰                                  | ساعت ۱۱                                     |
| ۲                                           | نصر فردیس کرج                               | ۴–۱                                         | پیکان تهران                                 | ۱۰ دی ۱۴۰۰                                  | ساعت ۱۱                                     |
| ۳                                           | ملی حفاری اهواز                             | ۴–۱                                         | کیمیای اسفراین                              | ۱۰ دی ۱۴۰۰                                  | ساعت ۱۱                                     |

#### هفته دهم لیگ برتر
| گروه اول (استراحت: هیئت فوتبال رودان) | گروه اول (استراحت: هیئت فوتبال رودان) | گروه اول (استراحت: هیئت فوتبال رودان) | گروه اول (استراحت: هیئت فوتبال رودان) | گروه اول (استراحت: هیئت فوتبال رودان) | گروه اول (استراحت: هیئت فوتبال رودان) |
| #                                     | تیم میزبان                            | نتیجه                                 | تیم مهمان                             | تاریخ بازی                            | ساعت بازی                             |
| ------------------------------------- | ------------------------------------- | ------------------------------------- | ------------------------------------- | ------------------------------------- | ------------------------------------- |
| ۱                                     | مس کرمان                              | ۰–۳                                   | پالایش نفت آبادان                     | ۱۷ دی ۱۴۰۰                            | ساعت ۱۱                               |
| ۲                                     | چیپس کامل مشهد                        | ۱–۳                                   | بوتا پلاس ایرانیان                    | ۱۷ دی ۱۴۰۰                            | ساعت ۱۱                               |
| ۳                                     | فرهان ملارد                           | ۵–۱                                   | پویندگان صنعت فجر شیراز               | ۱۷ دی ۱۴۰۰                            | ساعت ۱۱                               |
| گروه دوم (استراحت: پارس آرا شیراز)    |                                       |                                       |                                       |                                       |                                       |
| #                                     | تیم میزبان                            | نتیجه                                 | تیم مهمان                             | تاریخ بازی                            | ساعت بازی                             |
| ۱                                     | مس رفسنجان                            | ۱–۳                                   | نصر فردیس کرج                         | ۱۷ دی ۱۴۰۰                            | ساعت ۱۱                               |
| ۲                                     | پیکان تهران                           | ۲–۰                                   | ملی حفاری اهواز                       | ۱۷ دی ۱۴۰۰                            | ساعت ۱۱                               |
| ۳                                     | کیمیای اسفراین                        | ۳–۵                                   | هیئت فوتبال اصفهان                    | ۱۷ دی ۱۴۰۰                            | ساعت ۱۱                               |

#### هفته یازدهم لیگ برتر
| گروه اول (استراحت: مس کرمان)   | گروه اول (استراحت: مس کرمان) | گروه اول (استراحت: مس کرمان) | گروه اول (استراحت: مس کرمان) | گروه اول (استراحت: مس کرمان) | گروه اول (استراحت: مس کرمان) |
| #                              | تیم میزبان                   | نتیجه                        | تیم مهمان                    | تاریخ بازی                   | ساعت بازی                    |
| ------------------------------ | ---------------------------- | ---------------------------- | ---------------------------- | ---------------------------- | ---------------------------- |
| ۱                              | بوتا پلاس ایرانیان           | ۱–۵                          | پالایش نفت آبادان            | ۲۴ دی ۱۴۰۰                   | ساعت ۱۱                      |
| ۲                              | هیئت فوتبال رودان            | ۱–۳                          | فرهان ملارد                  | ۲۴ دی ۱۴۰۰                   | ساعت ۱۱                      |
| ۳                              | پویندگان صنعت فجر شیراز      | ۳–۰                          | چیپس کامل مشهد               | ۲۴ دی ۱۴۰۰                   | ساعت ۱۱                      |
| گروه دوم (استراحت: مس رفسنجان) |                              |                              |                              |                              |                              |
| #                              | تیم میزبان                   | نتیجه                        | تیم مهمان                    | تاریخ بازی                   | ساعت بازی                    |
| ۱                              | ملی حفاری اهواز              | ۳–۰                          | نصر فردیس کرج                | ۲۴ دی ۱۴۰۰                   | ساعت ۱۱                      |
| ۲                              | پارس آرا شیراز               | ۴–۴                          | کیمیای اسفراین               | ۲۴ دی ۱۴۰۰                   | ساعت ۱۱                      |
| ۳                              | هیئت فوتبال اصفهان           | ۲–۳                          | پیکان تهران                  | ۲۴ دی ۱۴۰۰                   | ساعت ۱۱                      |

#### هفته دوازدهم لیگ برتر
| گروه اول (استراحت: فرهان ملارد)    | گروه اول (استراحت: فرهان ملارد) | گروه اول (استراحت: فرهان ملارد) | گروه اول (استراحت: فرهان ملارد) | گروه اول (استراحت: فرهان ملارد) | گروه اول (استراحت: فرهان ملارد) |
| #                                  | تیم میزبان                      | نتیجه                           | تیم مهمان                       | تاریخ بازی                      | ساعت بازی                       |
| ---------------------------------- | ------------------------------- | ------------------------------- | ------------------------------- | ------------------------------- | ------------------------------- |
| ۱                                  | مس کرمان                        | ۰–۲                             | بوتا پلاس ایرانیان              | ۱ بهمن ۱۴۰۰                     | ساعت ۱۱                         |
| ۲                                  | پالایش نفت آبادان               | ۷–۱                             | پویندگان صنعت فجر شیراز         | ۱ بهمن ۱۴۰۰                     | ساعت ۱۱                         |
| ۳                                  | چیپس کامل مشهد                  | ۲–۸                             | هیئت فوتبال رودان               | ۱ بهمن ۱۴۰۰                     | ساعت ۱۱                         |
| گروه دوم (استراحت: کیمیای اسفراین) |                                 |                                 |                                 |                                 |                                 |
| #                                  | تیم میزبان                      | نتیجه                           | تیم مهمان                       | تاریخ بازی                      | ساعت بازی                       |
| ۱                                  | مس رفسنجان                      | ۰-۳                             | ملی حفاری اهواز                 | ۲۰ بهمن ۱۴۰۰                    | ساعت ۱۱                         |
| ۲                                  | نصر فردیس کرج                   | ۰-۹                             | هیئت فوتبال اصفهان              | ۲۰ بهمن ۱۴۰۰                    | ساعت ۱۱                         |
| ۳                                  | پیکان تهران                     | ۷–۱                             | پارس آرا شیراز                  | ۱ بهمن ۱۴۰۰                     | ساعت ۱۱                         |

#### هفته سیزدهم لیگ برتر
| گروه اول (استراحت: چیپس کامل مشهد) | گروه اول (استراحت: چیپس کامل مشهد) | گروه اول (استراحت: چیپس کامل مشهد) | گروه اول (استراحت: چیپس کامل مشهد) | گروه اول (استراحت: چیپس کامل مشهد) | گروه اول (استراحت: چیپس کامل مشهد) |
| #                                  | تیم میزبان                         | نتیجه                              | تیم مهمان                          | تاریخ بازی                         | ساعت بازی                          |
| ---------------------------------- | ---------------------------------- | ---------------------------------- | ---------------------------------- | ---------------------------------- | ---------------------------------- |
| ۱                                  | فرهان ملارد                        | ۱-۱                                | مس کرمان                           | ۸ بهمن ۱۴۰۰                        | ساعت ۱۱                            |
| ۲                                  | پویندگان صنعت فجر شیراز            | ۱۰-۱                               | بوتا پلاس ایرانیان                 | ۸ بهمن ۱۴۰۰                        | ساعت ۱۱                            |
| ۳                                  | هیئت فوتبال رودان                  | ۱-۰                                | پالایش نفت آبادان                  | ۸ بهمن ۱۴۰۰                        | ساعت ۱۱                            |
| گروه دوم (استراحت: پیکان تهران)    |                                    |                                    |                                    |                                    |                                    |
| #                                  | تیم میزبان                         | نتیجه                              | تیم مهمان                          | تاریخ بازی                         | ساعت بازی                          |
| ۱                                  | کیمیای اسفراین                     | ۰-۳                                | مس رفسنجان                         | ۸ بهمن ۱۴۰۰                        | ساعت ۱۱                            |
| ۲                                  | هیئت فوتبال اصفهان                 | ۵-۲                                | ملی حفاری اهواز                    | ۲۵ بهمن ۱۴۰۰                       | ساعت ۱۱                            |
| ۳                                  | پارس آرا شیراز                     | ۱۴-۵                               | نصر فردیس کرج                      | ۲۵ بهمن ۱۴۰۰                       | ساعت ۱۱                            |

#### هفته چهاردهم لیگ برتر
| گروه اول (استراحت: پالایش نفت آبادان) | گروه اول (استراحت: پالایش نفت آبادان) | گروه اول (استراحت: پالایش نفت آبادان) | گروه اول (استراحت: پالایش نفت آبادان) | گروه اول (استراحت: پالایش نفت آبادان) | گروه اول (استراحت: پالایش نفت آبادان) |
| #                                     | تیم میزبان                            | نتیجه                                 | تیم مهمان                             | تاریخ بازی                            | ساعت بازی                             |
| ------------------------------------- | ------------------------------------- | ------------------------------------- | ------------------------------------- | ------------------------------------- | ------------------------------------- |
| ۱                                     | مس کرمان                              | ۰-۱                                   | پویندگان صنعت فجر شیراز               | ۱۵ بهمن ۱۴۰۰                          | ساعت ۱۱                               |
| ۲                                     | چیپس کامل مشهد                        | ۷-۶                                   | فرهان ملارد                           | ۱۵ بهمن ۱۴۰۰                          | ساعت ۱۱                               |
| ۳                                     | بوتا پلاس ایرانیان                    | ۱۰–۲                                  | هیئت فوتبال رودان                     | ۱۵ بهمن ۱۴۰۰                          | ساعت ۱۱                               |
| گروه دوم (استراحت: نصر فردیس کرج)     |                                       |                                       |                                       |                                       |                                       |
| #                                     | تیم میزبان                            | نتیجه                                 | تیم مهمان                             | تاریخ بازی                            | ساعت بازی                             |
| ۱                                     | مس رفسنجان                            | ۰-۳                                   | هیئت فوتبال اصفهان                    | ۱۵ بهمن ۱۴۰۰                          | ساعت ۱۱                               |
| ۲                                     | پیکان تهران                           | ۷–۲                                   | کیمیای اسفراین                        | ۱۵ بهمن ۱۴۰۰                          | ساعت ۱۱                               |
| ۳                                     | ملی حفاری اهواز                       | ۳-۶                                   | پارس آرا شیراز                        | ۲۹ بهمن ۱۴۰۰                          | ساعت ۱۱                               |

## جدول مرحله مقدماتی
| گروه اول | رتبه | تیم                     | بازی | برد | مساوی | باخت | گل زده | گل خورده | تفاضل | امتیاز | وضعیت         | وضعیت         |
| -------- | ---- | ----------------------- | ---- | --- | ----- | ---- | ------ | -------- | ----- | ------ | ------------- | ------------- |
| گروه اول | ۱    | پالایش نفت آبادان       | ۱۲   | ۱۱  | ۱     | ۰    | ۵۹     | ۱۱       | +۴۸   | ۳۴     | صعود به پلی‌آف | صعود به پلی‌آف |
| گروه اول | ۲    | بوتا پلاس ایرانیان      | ۱۲   | ۸   | ۳     | ۱    | ۵۷     | ۲۰       | +۳۷   | ۲۷     | صعود به پلی‌آف | صعود به پلی‌آف |
| گروه اول | ۳    | فرهان ملارد             | ۱۲   | ۷   | ۳     | ۲    | ۴۷     | ۳۴       | +۱۳   | ۲۴     | صعود به پلی‌آف | صعود به پلی‌آف |
| گروه اول | ۴    | پویندگان صنعت فجر شیراز | ۱۲   | ۴   | ۱     | ۷    | ۲۴     | ۵۰       | -۲۶   | ۱۳     | صعود به پلی‌آف | صعود به پلی‌آف |
| گروه اول | ۵    | مس کرمان                | ۱۲   | ۳   | ۲     | ۷    | ۱۰     | ۲۶       | -۱۶   | ۱۱     | -             | -             |
| گروه اول | ۶    | هیئت فوتبال رودان       | ۱۲   | ۴   | ۰     | ۹    | ۳۴     | ۶۰       | -۲۶   | ۹      | -             | -             |
| گروه اول | ۷    | چیپس کامل مشهد          | ۱۲   | ۰   | ۲     | ۱۰   | ۲۰     | ۵۰       | -۳۰   | ۵      | -             | -             |
|          |      |                         |      |     |       |      |        |          |       |        |               |               |
| گروه دوم | ۱    | پیکان تهران             | ۱۲   | ۱۱  | ۰     | ۱    | ۵۱     | ۱۴       | +۳۷   | ۳۳     | صعود به پلی‌آف | صعود به پلی‌آف |
| گروه دوم | ۲    | نصر فردیس کرج           | ۱۲   | ۹   | ۱     | ۲    | ۸۱     | ۱۹       | +۶۲   | ۲۸     | صعود به پلی‌آف | صعود به پلی‌آف |
| گروه دوم | ۳    | ملی حفاری اهواز         | ۱۲   | ۸   | ۰     | ۴    | ۴۲     | ۲۴       | +۱۸   | ۲۴     | صعود به پلی‌آف | صعود به پلی‌آف |
| گروه دوم | ۴    | مس رفسنجان              | ۱۲   | ۶   | ۱     | ۵    | ۳۶     | ۲۱       | +۱۵   | ۱۹     | صعود به پلی‌آف | صعود به پلی‌آف |
| گروه دوم | ۵    | کیمیای اسفراین          | ۱۲   | ۳   | ۱     | ۸    | ۲۴     | ۶۹       | -۴۵   | ۱۰     | -             | -             |
| گروه دوم | ۶    | پارس آرا شیراز          | ۱۲   | ۱   | ۲     | ۹    | ۲۴     | ۷۳       | -۴۹   | ۵      | -             | -             |
| گروه دوم | ۷    | هیئت فوتبال اصفهان      | ۱۲   | ۱   | ۱     | ۱۰   | ۲۰     | ۵۸       | -۳۵   | ۴      | -             | -             |

شرایط قرارگیری تیم‌ها:
۱) امتیاز؛ ۲) نتایج بازی رودررو. ۳) تفاضل گل. ۴) گل های زده شده ۵) امتیاز بازی جوانمردانه
(توجه: نتایج بازی رودررو تنها پس از انجام تمامی مسابقات بین تیم‌های مورد نظر استفاده می شود).
ملاحظات:
- ۴ تیم برتر گروه اول و ۴ تیم برتر گروه دوم به رقابت‌های سوپرلیگ فوتسال زنان ایران ۱۴۰۱ صعود کردند.
- تیم‌های ۵ تا ۷ در گروه اول و گروه دوم در رقابت‌های لیگ برتر فوتسال زنان ایران ۱۴۰۱ شرکت می‌کنند.

## مرحله یک چهارم نهایی
براساس آن‌چه در دستورالعمل رقابت‌های لیگ برتر فوتسال زنان بیان شده است، ۴ تیم برتر هر گروه به مرحله یک چهارم نهایی صعود کرده و سپس در این مرحله به صورت ضربدری در قالب بازی‌های حذفی باهم به رقابت می‌پردازند. تیم‌های پالایش نفت آبادان، پیکان تهران و نصر فردیس کرج در فاصله ۵ هفته تا پایان رقابت‌های مرحله مقدماتی صعودی زودهنگام را به مرحله یک چهارم نهایی داشتند. در فاصله یک هفته به پایان رقابت‌های مرحله گروهی، تکلیف ۵ تیم دیگر صعود کننده به مرحله حذفی هم مشخص شد تا جدول مرحله یک چهارم نهایی با حضور ۸ تیم برتر مرحله گروهی چینش شود.

### دور رفت
مسابقات دور رفت مرحله یک چهارم نهایی لیگ برتر فوتسال زنان ایران بعد از اتمام دو مسابقه تدارکاتی تیم ملی فوتسال زنان ایران مقابل تیم ملی فوتسال زنان روسیه پیگیری شد و ۴ مسابقه به صورت همزمان ۱۳ اسفندماه برگزار شد.
| ۱۳ اسفند ۱۴۰۰ | مس رفسنجان | ۰-۲ | پالایش نفت آبادان | رفسنجان                |
| ساعت ۱۱       | مهسا کمالی |     |                   | ورزشگاه: سالن پیام نور |

| ۱۳ اسفند ۱۴۰۰ | ملی حفاری اهواز | ۲-۱ | بوتا پلاس ایرانیان    | اهواز                  |
| ساعت ۱۱       | فاطمه پاپی      |     | الهام عسگری نسرین قمی | ورزشگاه: سالن امام رضا |

| ۱۳ اسفند ۱۴۰۰ | پویندگان صنعت فجر شیراز | ۸-۰ | پیکان تهران                                                              | شیراز                   |
| ساعت ۱۱       |                         |     | سحر زمانی نسیمه غلامی فاطمه رحمتی فرشته خسروی یاسمن پاکجو سپیده زرین راد | ورزشگاه: سالن ابوالفتحی |

| ۱۳ اسفند ۱۴۰۰ | فرهان ملارد | ۳-۱ | نصر فردیس کرج                        | ملارد                     |
| ساعت ۱۱       | لیلا زوار   |     | مهتاب بنایی سارا شیربیگی نسترن مقیمی | ورزشگاه: سالن فجر شهرداری |

### دور برگشت
پرونده‌ی مرحله یک چهارم نهایی دور برگشت لیگ برتر فوتسال زنان ایران ۲۰ اسفندماه با انجام ۴ مسابقه بسته شد.
| ۲۰ اسفند ۱۴۰۰                           | پالایش نفت آبادان        | ۶-۳ | مس رفسنجان                                                  | آبادان                  |
| ساعت ۱۱                                 | سهیلا ملمولی فهیمه زارعی |     | سیده زهرا احمدی زاده محدثه محمدی سمیرا قربانپور فاطمه حسینی | ورزشگاه: سالن ۱۷ شهریور |
| یادداشت: در مجموع ۳-۸ به سود مس رفسنجان |                          |     |                                                             |                         |

| ۲۰ اسفند ۱۴۰۰                                | بوتا پلاس ایرانیان     | ۵-۳ | ملی حفاری اهواز                             | کرج                  |
| ساعت ۱۱                                      | زینب مهرخانی ندا نوردی |     | سحر پاپی فاطمه پاپی زینب میررضایی زهرا اسدی | ورزشگاه: سالن انقلاب |
| یادداشت: در مجموع ۵-۶ به سود ملی حفاری اهواز |                        |     |                                             |                      |

| ۲۰ اسفند ۱۴۰۰                             | پیکان تهران                          | ۱-۶ | پویندگان صنعت فجر شیراز | تهران                |
| ساعت ۱۱                                   | سپیده زرین راد سحر زمانی یاسمن پاکجو |     | ساناز باستی             | ورزشگاه: سالن الغدیر |
| یادداشت: در مجموع ۱۴-۱ به سود پیکان تهران |                                      |     |                         |                      |

| ۲۰ اسفند ۱۴۰۰                              | نصر فردیس کرج                         | ۰-۵ | فرهان ملارد | کرج                    |
| ساعت ۱۱                                    | نسترن مقیمی سارا شیربیگی مارال ترکمان |     |             | ورزشگاه: سالن سرحدآباد |
| یادداشت: در مجموع ۸-۱ به سود نصر فردیس کرج |                                       |     |             |                        |

## مرحله نیمه نهایی
تیم‌های مس رفسنجان،‌ ملی حفاری اهواز،‌ پیکان تهران و نصر فردیس کرج در مجموع نتایج دور رفت و برگشت مرحله‌ی یک چهارم نهایی توانستند جواز حضور در مرحله‌ی نیمه نهایی را به دست آورند و بدون قرعه‌کشی و براساس دستورالعمل برگزاری رقابت‌ها، برنامه‌ی مسابقات مرحله‌ی نیمه‌نهایی چینش شد.

### دور رفت
با برنامه‌ریزی سازمان لیگ،‌ پیش از نوروز ۱۴۰۱ رقابت‌های دور رفت مرحله‌ی نیمه‌نهایی برگزار شد که تیم‌های نصر فردیس کرج و پیکان تهران توانستند در خانه‌ی رقبا دست پیدا کنند.
| ۲۵ اسفند ۱۴۰۰ | ملی حفاری اهواز      | ۵-۲ | نصر فردیس کرج                                     | اهواز                  |
| ساعت ۱۱       | فاطمه خورنگ سحر پاپی |     | نسترن مقیمی فاطمه تراهی سارا شیربیگی مارال ترکمان | ورزشگاه: سالن امام رضا |

| ۲۵ اسفند ۱۴۰۰ | مس رفسنجان | ۱-۰ | پیکان تهران | رفسنجان                |
| ساعت ۱۱       |            |     | فاطمه رحمتی | ورزشگاه: سالن پیام نور |

### دور برگشت
با آغاز سال جدید، مسابقات لیگ فوتسال زنان از سر گرفته شد و دیدارهای دور برگشت انجام شد که در نهایت تیم‌های نصر فردیس کرج و پیکان تهران توانستند با غلبه بر ملی‌ حفاری اهواز و مس رفسنجان به فینال رقابت‌ها صعود کنند.
| ۱۰ فروردین ۱۴۰۱                             | نصر فردیس کرج                         | ۰-۵ | ملی حفاری اهواز | کرج                    |
| ساعت ۱۱                                     | مهتاب بنایی سارا شیربیگی مارال ترکمان |     |                 | ورزشگاه: سالن سرحدآباد |
| یادداشت: در مجموع ۱۰-۲ به سود نصر فردیس کرج |                                       |     |                 |                        |

| ۱۰ فروردین ۱۴۰۱                          | پیکان تهران | ۱-۱ | مس رفسنجان | تهران                |
| ساعت ۱۱                                  | زیبا افروغ  |     | مهسا کمالی | ورزشگاه: سالن الغدیر |
| یادداشت: در مجموع ۲-۱ به سود پیکان تهران |             |     |            |                      |

## مرحله فینال
با انجام دیدارهای مرحله‌ی نیمه‌نهایی، تکلیف تیم سوم مشترک و دو تیم صعود کننده به فینال رقابت‌ها مشخص شد؛ تیم‌های ملی‌ حفاری اهواز و مس رفسنجان مشترکاً عنوان سوم مسابقات را به دست آوردند و تیم‌های نصر فردیس کرج و پیکان تهران توانستند مجوز حضور در مسابقه‌ی فینال را کسب کنند.

### دور رفت
با توجه به پیروزی خفیف‌تر پیکان تهران نسبت به نصر فردیس کرج،‌ پیکانی‌ها میزبان مسابقه‌ی رفت مرحله‌ی فینال شدند و این مسابقه،‌ ۱۹ فروردین‌ماه به میزبانی سالن الغدیر برگزار شد و در پایان یک نبرد جذاب و نزدیک، دو تیم به تساوی رضایت دادند.
| ۱۹ فروردین ۱۴۰۱ | پیکان تهران   | ۱-۱ | نصر فردیس کرج | تهران                |
| ساعت ۲۱:۳۰      | فاطمه اعتدادی |     | نسترن مقیمی   | ورزشگاه: سالن الغدیر |

### دور برگشت
آخرین مسابقه‌ی هفدهمین دوره‌ی لیگ برتر فوتسال زنان، شامگاه ۲۶ فروردین‌ماه در سالن سرحدآباد کرج برگزار شد و تیم فوتسال زنان پیکان با ارائه یک نمایش تهاجمی توانست عنوان قهرمانی لیگ را از آن خود کند.
| ۲۶ فروردین ۱۴۰۱ | نصر فردیس کرج | ۱-۰ | پیکان تهران       | کرج                    |
| ساعت ۲۱:۳۰      |               |     | آرزو صدقیانی زاده | ورزشگاه: سالن سرحدآباد |

## گلزنان برتر
مارال ترکمان پدیده‌ی جوان و ۱۹ ساله فوتسال زنان ایران توانست با ثبت ۱۹ گل در لباس تیم فوتسال زنان نصر فردیس کرج عنوان خانم گلی هفدهمین دوره‌ی رقابت‌های لیگ برتر فوتسال زنان ایران شد.
| نام                   | تیم                      | تعداد گل |
| --------------------- | ------------------------ | -------- |
| مارال ترکمان          | نصر فردیس کرج            | ۱۹       |
| فریده رهی             | هیئت فوتبال رودان        | ۱۸       |
| سارا شیربیگی          | نصر فردیس کرج            | ۱۷       |
| نسترن مقیمی           | نصر فردیس کرج            | ۱۷       |
| فاطمه ارژنگی          | بوتا پلاس ایرانیان       | ۱۶       |
| سحر پاپی              | ملی حفاری اهواز          | ۱۶       |
| سحر زمانی             | پیکان تهران              | ۱۵       |
| نسا احدی              | نصر فردیس کرج            | ۱۳       |
| نسیم نوازنده          | فرهان ملارد              | ۱۳       |
| معصومه محمدگنجی       | پالایش نفت آبادان        | ۱۱       |
| الهام عنافجه          | نصر فردیس کرج            | ۱۱       |
| مریم نوری             | پالایش نفت آبادان        | ۱۱       |
| نسیمه غلامی           | پیکان تهران              | ۱۱       |
| مبینا ملاآقایی        | فرهان ملارد              | ۹        |
| کافیه هزاریان         | پالایش نفت آبادان        | ۹        |
| غزال محمدی            | پارس آرا شیراز           | ۸        |
| ندا نوردی             | بوتا پلاس ایرانیان       | ۸        |
| زهرا اسدی             | ملی حفاری اهواز          | ۸        |
| سهیلا ملمولی          | پالایش نفت آبادان        | ۸        |
| فهیمه زارعی           | پالایش نفت آبادان        | ۸        |
| سپیده زرین راد        | پیکان تهران              | ۸        |
| مهتاب بنایی           | نصر فردیس کرج            | ۸        |
| فاطمه اعتدادی         | پیکان تهران              | ۸        |
| مریم حکمتی            | فرهان ملارد              | ۷        |
| راضیه پرسه            | هیئت فوتبال اصفهان       | ۷        |
| الهام پاکدل           | پارس آرا شیراز           | ۷        |
| الهام عسگری           | بوتا پلاس ایرانیان       | ۷        |
| محدثه محمدی           | مس رفسنجان               | ۷        |
| مهسا کمالی            | مس رفسنجان               | ۷        |
| سهیلا رودسری          | فرهان ملارد              | ۶        |
| مبینا نعمانی          | بوتا پلاس ایرانیان       | ۶        |
| زینب مهرخانی          | بوتا پلاس ایرانیان       | ۶        |
| سیده زهرا احمدی زاده  | مس رفسنجان               | ۶        |
| فاطمه حسینی           | مس رفسنجان               | ۶        |
| فاطمه تراهی           | نصر فردیس کرج            | ۶        |
| فرشته بابایی          | فرهان ملارد              | ۵        |
| مریم زارع             | پویندگان صنعت فجر شیراز  | ۵        |
| پریوش خلیلی           | پالایش نفت آبادان        | ۵        |
| مهسا نظری             | بوتا پلاس ایرانیان       | ۵        |
| فاطمه سلطانی          | کیمیای اسفراین           | ۵        |
| شادی بهرامی           | چیپس کامل مشهد           | ۵        |
| ملیحه فنایی           | کیمیای اسفراین           | ۵        |
| سمیرا قربانپور        | مس رفسنجان               | ۵        |
| یاسمن پاکجو           | پیکان تهران              | ۵        |
| زیبا افروغ            | پیکان تهران              | ۵        |
| بهاره رستم پور        | پویندگان صنعت فجر شیراز  | ۴        |
| مریم چرخاوی           | ملی حفاری اهواز          | ۴        |
| مهسا عرب زاده         | هیئت فوتبال رودان        | ۴        |
| زهرا محمدزاده         | چیپس کامل مشهد           | ۴        |
| مریم سید              | فرهان ملارد              | ۴        |
| نارمیلا فتحی          | نصر فردیس کرج / مس کرمان | ۴        |
| فرشته خسروی           | پیکان تهران              | ۴        |
| فاطمه پاپی            | ملی حفاری اهواز          | ۴        |
| زینب میررضایی         | ملی حفاری اهواز          | ۴        |
| زهرا خورنگ            | پویندگان صنعت فجر شیراز  | ۳        |
| فاطمه رحمتی           | پیکان تهران              | ۴        |
| راحله رفیعی           | پالایش نفت آبادان        | ۳        |
| زهرا پیله ور قلی زاده | مس رفسنجان               | ۳        |
| دیانا نوروزی          | پیکان تهران              | ۳        |
| فاطمه ارزیاب          | هیئت فوتبال رودان        | ۳        |
| سارا افرازی           | ملی حفاری اهواز          | ۳        |
| زهرا درویشیان         | پویندگان صنعت فجر شیراز  | ۳        |
| زهرا بیتی             | پارس آرا شیراز           | ۳        |
| مائده یوسفی           | چیپس کامل مشهد           | ۳        |
| ساجده نریمانی         | چیپس کامل مشهد           | ۳        |
| فرزانه اسماعیل‌زاده    | هیئت فوتبال اصفهان       | ۳        |
| نازنین استکی          | هیئت فوتبال اصفهان       | ۳        |
| نسرین قمی             | بوتا پلاس ایرانیان       | ۳        |
| مهدیه محمدزاده        | کیمیای اسفراین           | ۲        |
| نجمه کریمی نسب        | مس کرمان                 | ۲        |
| سوسن رضاپور           | بوتا پلاس ایرانیان       | ۲        |
| مرجان یوسفی راد       | پویندگان صنعت فجر شیراز  | ۲        |
| آدینه حسن‌زاده         | هیئت فوتبال رودان        | ۲        |
| نرگس مرادی            | هیئت فوتبال رودان        | ۲        |
| ستایش حسینی           | نصر فردیس کرج            | ۲        |
| هلیا معظمی            | هیئت فوتبال اصفهان       | ۲        |
| راضیه منصوری          | هیئت فوتبال اصفهان       | ۲        |
| فاطمه خلج             | نصر فردیس کرج            | ۲        |
| فهیمه کوثری           | بوتا پلاس ایرانیان       | ۲        |
| مهسا علی مددی         | پیکان تهران              | ۲        |
| زهرا روشن زاده        | پارس آرا شیراز           | ۲        |
| مریم واعظ             | پارس آرا شیراز           | ۲        |
| سمانه فرجی            | چیپس کامل مشهد           | ۲        |
| فاطمه سهرابی          | کیمیای اسفراین           | ۲        |
| عاطفه برقی            | کیمیای اسفراین           | ۲        |
| ساناز باستی           | پویندگان صنعت فجر شیراز  | ۲        |
| مرضیه توفیقی نسب      | مس رفسنجان               | ۱        |
| مهشید محجوب           | هیئت فوتبال اصفهان       | ۱        |
| لیلا زوار             | فرهان ملارد              | ۱        |
| ملیکا پورابراهیم      | کیمیای اسفراین           | ۱        |
| سوگند پورابراهیم      | کیمیای اسفراین           | ۱        |
| زهرا کیانی منش        | پالایش نفت آبادان        | ۱        |
| یلدا تاجیکی نژاد      | ملی حفاری اهواز          | ۱        |
| فاطمه خورنگ           | ملی حفاری اهواز          | ۱        |
| زهرا شریفی            | پارس آرا شیراز           | ۱        |
| مطهره محمدی‌وند        | کیمیای اسفراین           | ۱        |
| مهشاد امیری           | پالایش نفت آبادان        | ۱        |
| زینب آلبوعلی          | پالایش نفت آبادان        | ۱        |
| نگین مسجدی            | هیئت فوتبال رودان        | ۱        |
| شیما کیانی            | هیئت فوتبال اصفهان       | ۱        |
| طناز آرمات            | مس رفسنجان               | ۱        |
| عاطفه حسن خانی        | مس رفسنجان               | ۱        |
| مهناز علیزاده         | ملی حفاری اهواز          | ۱        |
| فرزانه توسلی          | نصر فردیس کرج            | ۱        |
| فاطمه رضایی           | نصر فردیس کرج            | ۱        |
| ساجده محمدزاده        | چیپس کامل مشهد           | ۱        |
| مریم مرادی            | چیپس کامل مشهد           | ۱        |
| نرجس کریمی نسب        | مس کرمان                 | ۱        |
| راضیه نظری            | مس کرمان                 | ۱        |
| هانیه علیدادی         | مس کرمان                 | ۱        |
| مریم مرادی            | پویندگان صنعت فجر شیراز  | ۱        |
| زهرا بهروزی           | پویندگان صنعت فجر شیراز  | ۱        |
| مژگان مهدی زاده       | هیئت فوتبال رودان        | ۱        |
| ملیحه نورالدینی       | هیئت فوتبال رودان        | ۱        |
| فاطمه علیزاده         | کیمیای اسفراین           | ۱        |
| مریم قائدامینی        | مس رفسنجان               | ۱        |
| رقیه صومعه            | پیکان تهران              | ۱        |
| سمانه کاشف            | پیکان تهران              | ۱        |
| مینا بیگی             | پیکان تهران              | ۱        |
| مهسا ایرانمنش         | ملی حفاری اهواز          | ۱        |
| لیلا اصلانی           | فرهان ملارد              | ۱        |
| زیلان مرادی           | فرهان ملارد              | ۱        |
| مارال محمدی           | بوتا پلاس ایرانیان       | ۱        |